# Albert Riera
Albert Riera Riera, španski nogometaš in trener, * 15. april 1982, Manacor, Španija.
Igral je za Manchester City kot posojilo s strani RCD Espanyola. Kasneje je prestopil v Liverpool FC kjer je dosegel vrhunec kariere, pozneje je krajši čas igral še za grški Olympiakos. V Sloveniji je igral za NK Zavrč in Koper.
Po končani karieri deluje kot trener. Med letoma 2020 in 2022 je bil pomočnik trenerja pri turškem klubu Galatasaray, julija 2022 pa je prevzel vodenje NK Olimpije in jo popeljal do državnega in pokalnega naslova. Pred sezono 2023/24 je prevzel vodenje NK Celja, oktobra 2023 pa je prevzel Bordeaux, a se po razpadu kluba Bordeaux vrnil v NK Celje .